# جيف كرومبتون
جيف كرومبتون (بالإنجليزية: Geoff Crompton)‏ مواليد 4 يوليو 1955 في برلنغتون - الوفاة 7 يناير 2002، كان لاعب كرة سلة أمريكي. بدأ مسيرته الاحترافية في سنة 1978. تم اختياره من قبل فريق سكرامنتو كينغز خلال الدرافت. بلغ طوله 6 قدم 11 بوصة (2.1 م). اعتزل اللعب في 1984.

## المسيرة الاحترافية
لعب مع دنفر ناغتس في موسم 1978–1979، ثم لعب مع بورتلاند ترايل بلايزرز في موسم 1980–1981، ثم لعب مع ميلووكي باكز في موسم 1981–1982، ثم لعب مع سان أنطونيو سبرز في سنة 1983، ثم لعب مع كليفلاند كافالييرز في موسم 1983–1984.

## روابط خارجية
- جيف كرومبتون على موقع إن بي أي (الإنجليزية)
- جيف كرومبتون على موقع سبورتس رفرنس (الإنجليزية)
- جيف كرومبتون على موقع كلية كرة السلة في سبورتس رفرنس.كوم (الإنجليزية)
- جيف كرومبتون على موقع ريلجم (الإنجليزية)
- جيف كرومبتون على موقع بروبوليرز (الإنجليزية)